# Мальков, Павел Михайлович
Павел Михайлович Мальков (1904—1983) — начальник Управления НКВД по Архангельской области, генерал-майор (1945).

## Биография
Из семьи рабочего, русский.
Учился в трёхклассной церковно-приходской школе и ремесленном училище на мастера-столяра. До марта 1920 года работал столяром.
До марта 1921 года работал следователем уездной комиссии по борьбе с трудовым дезертирством и завхозом уездного комитета РКП(б) в Сургуте. С марта 1921 года по сентябрь 1922 года служил помощником пулемётчика 369-й отдельной роты ЧОН. Затем до марта 1923 года учился в районной советской партийной школе Тобольска, возвратился в Сургут на должность заведующего экономическо-правовым отделом уездного комитета комсомола.
С августа 1923 года служил в РККА. Учился в Казанской военной пехотной школе (до мая 1924 года), Краснодарской военной пехотной школе (до октября 1924 года), на артиллерийском отделении Ташкентской объединённой военной школы имени товарища Ленина (до сентября 1926 года). До декабря 1927 года — на должности помощника начальника разведки артиллерийского полка 1-й Казанской стрелковой дивизии, с декабря 1927 года по май 1935 года — на должности командира взвода, командира и политрука батареи, командира учебной батареи, помощника начальника штаба 13-го артиллерийского полка 13-го стрелкового корпуса. Член ВКП(б) с мая 1930 года.
В 1938 г. окончил Военную академию им. М. В. Фрунзе и стал сотрудником 5-го отдела ГУГБ. С мая 1939 года до марта 1941 года был советником НКВД при МВД МНР. В 1941—1943 гг. начальник Управления НКВД по Архангельской области. В 1943—1944 офицер для особых поручений при наркоме внутренних дел СССР Берии.
В 1944—1945 начальник Управления НКВД по Ивановской области.
В июне-июле 1945 г. — начальник оперсектора НКВД в Берлине. В 1945—1948 начальник Отдела (с апреля 1947 г. — Управления) внутренних дел Советской военной администрации в Германии, одновременно — руководитель советской секции директората внутренних дел и связи в СКС.
В 1948—1951 заместитель начальника Управления МВД по Челябинской области. В 1951—1953 заместитель министра внутренних дел Узбекской ССР. С 6 апреля до 12 августа 1953 заместитель начальника Управления МВД по Ленинградской области.
В 1953—1954 заместитель начальника Управления Камышового ИТЛ МВД СССР по оперативной работе.
С декабря 1954 г. в запасе. С января 1955 года пенсионер, проживал в Свердловске.
Скончался 15 октября 1983 в Свердловске. Похоронен на Сибирском кладбище.

### Звания
- майор, 3 августа 1936 г.
- полковник, 13 декабря 1939 г.
- майор ГБ, 28 апреля 1941 г.
- комиссар ГБ, 14 февраля 1943 г.
- генерал-майор, 9 июля 1945 г.

### Награды[6]
- Орден Красной Звезды (17 ноября 1939; 15 сентября 1943 — за успешное строительство в 1940—1943 г.г. новой Северо-Печорской железной дороги Воркута—Котлас—Коноша протяжением 1847 километров и освоение Печорского угольного бассейна[7]; 24 июня 1948)
- Орден Красного Знамени (1941; 3 ноября 1944; 3 июня 1945)
- Заслуженный работник НКВД (4 февраля 1942)
- Орден Отечественной войны I степени (21 апреля 1945) — за успешное выполнение специальных заданий Правительства[8]
- Орден Отечественной войны II степени (16 сентября 1945) — за успешное выполнение заданий Государственного Комитета Обороны по производству боеприпасов и за обеспечение ими Красной Армии и Военно-Морского Флота в период Великой Отечественной войны[9]
- Орден Ленина (30 января 1951)
- Орден Virtuti Militari 5 степени (ПНР)
- Орден «Крест Грюнвальда» II степени (ПНР)
- Орден Красного Знамени (МНР) (март 1941)
- Знак «50 лет пребывания в КПСС»